# Рада ФІФА
Рада ФІФА (раніше Виконавчий комітет ФІФА) — керівний орган асоціації футболу. Він є основним органом прийняття рішень в організації в інтервалах між Конгресами ФІФА. Його члени обираються Конгресом ФІФА.

## Структура
Виконавчий комітет складається з Голови, обраного на з'їзді в наступний рік після чемпіонату світу з футболу, вісьмох віцепрезидентів і 15 членів, що призначаються конфедераціями та асоціаціями, а також однієї жінки-члена, що обирається Конгресом. 
Термін повноважень становить чотири роки. Після цих чотирьох років, члени, а також віцепрезиденти можуть бути повторно призначені їх конфедераціями та асоціаціями. Президент також може бути переобраний на конгресі. Кожен член має один голос в комітеті, у тому числі президент, який, однак, має право вирішального голосу, якщо голосування закінчується внічию. З кожної футбольної асоціації певної країни тільки один член може перебувати у виконавчому комітеті. Якщо Президент тимчасово або постійно не може виконувати свої обов'язки, старший віцепрезидент приймає його обов'язки до обрання нового Голови на позачерговому Конгресі.
З 1947 по 2013 рік офіційно один з віцепрезидентів повинен був бути з однієї з британських асоціацій. Ця норма була офіційно прибрана ФІФА у 2013 році, але неофіційно підтримується УЄФА під час висунення претендентів на посаду віцепрезидента.

## Склад[5]
- КОНМЕБОЛ: один віцепрезидент і два члени
- АФК: один віцепрезидент і три члени
- УЄФА: два віцепрезиденти і п'ять членів
- КАФ: один віцепрезидент і три члени
- КОНКАКАФ: один віцепрезидент і два члени
- ОФК: один віцепрезидент